# دالاو وودز
دالاو وودز (انگلیسی: Da'Love Woods؛ زادهٔ ۷ سپتامبر ۱۹۸۲) بازیکن بسکتبال اهل ایالات متحده آمریکا است.